# Weissia papillosa
Weissia papillosa är en bladmossart som beskrevs av Hugh Neville Dixon och Georges Raymond Léonard Naveau 1927. Weissia papillosa ingår i släktet krusmossor, och familjen Pottiaceae. Inga underarter finns listade i Catalogue of Life.